# De Wekker
De Wekker is een tweewekelijks Nederlands kerkelijk tijdschrift. Het is sinds september 1892 het officiële landelijke blad van de Christelijke Gereformeerde Kerken in Nederland.
Het tijdschrift bevat:
- kerknieuws over gemeenten, vergaderingen en bijeenkomsten
- een meditatie van de predikanten in alfabetische volgorde
- artikelen die ingaan op maatschappelijke en actuele kwesties
- gedegen bijdragen en meer of minder luchtige interviews
- een column van een kwartet schrijvers, waaronder ds. Schenau en drs Kater
- boekbesprekingen
- Bijbelstudies, die voor kringwerk van gespreksvragen zijn voorzien
- een rubriek over gelovig leven: hoe zit het bijvoorbeeld met God en het lijden? Wanneer ben ik een kind van God?